# Cordia vestita
Cordia vestita är en strävbladig växtart som beskrevs av Joseph Dalton Hooker och Thoms.. Cordia vestita ingår i släktet Cordia, och familjen strävbladiga växter. Inga underarter finns listade i Catalogue of Life.